# Fanocles
Fanocles (en griego antiguo: Φανοκλῆς) fue un poeta elegíaco griego que probablemente floreció en la época de Alejandro Magno.
Sus fragmentos existentes muestran semejanzas en estilo y lenguaje con Filetas de Cos, Calímaco y Hermesianacte. Fue autor de un poema sobre la pederastia, titulado Los amores o los bellos (en griego antiguo: Ἔρωτες ἢ Καλοί). Un extenso fragmento en Estobeo (Florilegium, 64) describe el amor de Orfeo por el joven Calais, hijo de Bóreas, y su posterior muerte a manos de las mujeres bistónides. Los amores o los bellos describe entre otros el amor entre Dioniso y Adonis, Cicno y Faetón, Tántalo y Ganimedes, y de Agamenón y Argino. Es uno de los mejores ejemplares existentes de la poesía elegíaca griega.[cita requerida]